# Mořská sůl

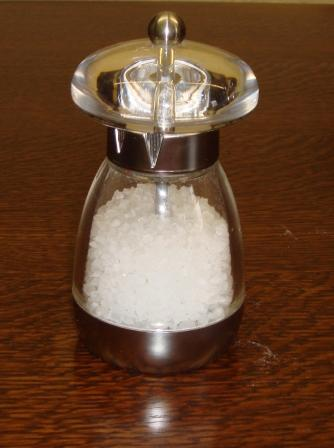
Mlýnek na mořskou sůl

Mořská sůl se používá ve vaření nebo v kosmetice. Vyrábí se odpařením mořské vody. Výroba mořské soli (stejně jako kuchyňské soli) je datována už od pravěku.

## Složení soli

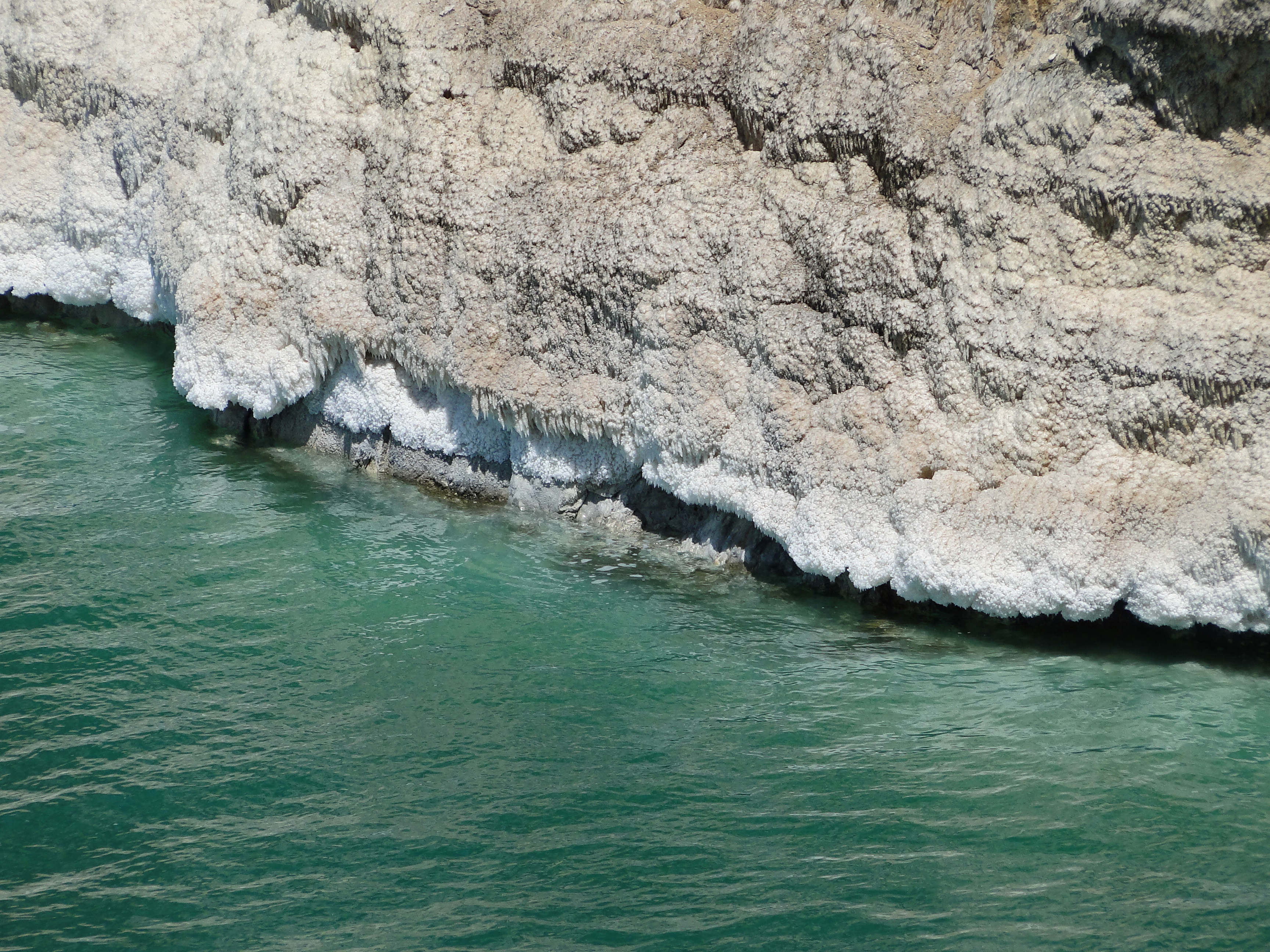
Solné usazeniny na břehu Mrtvého moře v Jordánsku

Jeden litr mořské vody obsahuje asi 35 g solí následujícího složení:[zdroj⁠?!]
- 24042 miligramů chloridu sodného (68,7 %)
- 5013 miligramů chloridu hořečnatého (14,3 %)
- 3994 miligramů síranu sodného (11,4 %)
- 1006 miligramů chloridu vápenatého (2,9 %)
- 747 miligramů chloridu draselného (2,1 %)
- 96 miligramů hydrogenuhličitanu vápenatého (0,3 %)
- 78 miligramů bromidu hořečnatého (0,2 %)
- 15 miligramů chloridu strontnatého (0,04 %)
- 3 miligramy fluoridu sodného (0,009 %)

Zatímco celková salinita povrchové vody oceánů je víceméně stejná, tak složení se může velmi lišit dle lokality.

## Výroba

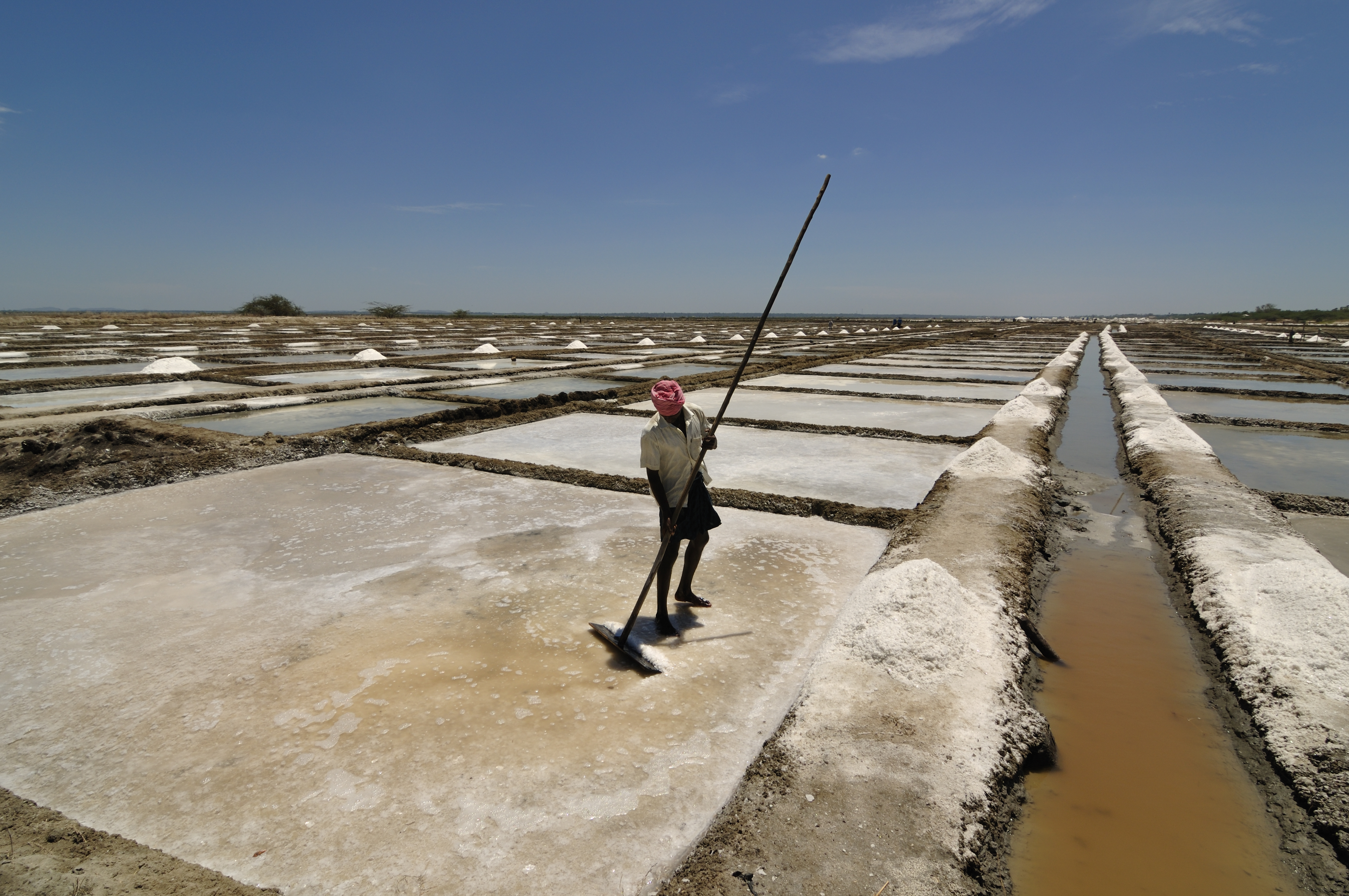
Výroba soli v Tamilnádu v Indii

Výroba soli začíná napuštěním systému kanálů nebo nádrží mořskou vodou. Poté se nechá působit sluneční záření a přirozené proudění vzduchu. Po odpaření vznikne hustý solný roztok. Mechanické nečistoty a látky, které se nerozpustí, se usadí na dně (přesto však ve výsledné soli mohou zůstávat mikročástice např. plastů). Roztok je poté rozváděn do mělkých krystalizačních nádrží. V této fázi sůl začne krystalizovat. Vzniklá sůl je hrubozrnná, ale dá se i namlít. Tímto procesem si sůl zachová všechny přírodní prvky.

## Historie
V několika zemích (převážně v Číně a v Indii) byla mořská sůl jediným zdrojem soli. Prodej mořské soli byl velký zdroj příjmů pro vládu. Kolem roku 110 př. n. l. prohlásil tehdejší vládce Číny Wu-ti monopol v obchodu s mořskou solí. Nelegální obchod s ní byl potrestán trestem smrti.
V roce 1930 navrhla Britská správa Indie daň ze soli. To vedlo ke slavnému Solnému pochodu, který vedl Mahátma Gándhí.

## Využití

### Gastronomie
Mořská sůl je zvažována některými kuchaři, jako zdravější alternativa k kuchyňské soli. Má výraznější chuť než běžná kuchyňská sůl. Často bývá ochucována různými bylinkami a dalšími příchutěmi.

### Kosmetika
Mořská sůl uklidňuje citlivou pokožku a zmírňuje její podráždění. Smícháním oleje a soli, jde vytvořit hustá pasta, která se dá použít jako přírodní peeling.